# Abbasqulular (Goranboy)
Abbasqulular è un comune dell'Azerbaigian situato nel distretto di Goranboy. Conta una popolazione di 495 abitanti.